# Vermipardus intermedia
Vermipardus intermedia är en tvåvingeart som först beskrevs av Elisabeth K. Stuckenberg 1955.  Vermipardus intermedia ingår i släktet Vermipardus och familjen Vermileonidae. Inga underarter finns listade i Catalogue of Life.